# Балегари
Балегари или котрљани (лат. Scarabaeidae) су породица инсеката из реда тврдокрилаца (Coleoptera). Познато је преко 28.000 врста, од којих се већина храни биљкама. Док се већина врста из потпородице правих балегара Scarabaeinae, која укључује више од 5.000 врста, храни балегом. Највећи број врста из ове породице је присутан у тропима.

## Опис
Балегари су здепасти инсекти, који достижу од 1,5 до 160 mm, зависно од врсте. Јављају се у различитим бојама, од црне до металик зелено-плаве или бакарне. Имају карактеристичне антене у облику палице, које могу склупчати или испружити да би осетили мирисе. Предње ноге многих врста су широке и прилагођене копању. Мужјаци неких врста (код неких врста и женке) имају рогове на глави или на вратном штиту (пронотуму), које користе у борби око женки или хране.

## Митологија
Стари Египћани су за врсту балегара скарабеј (свети скарабеј, котрљан или балегар) (лат. Scarabaeus sacer) веровали да је света. У староегипатској религији балегарово котрљање куглице балеге по песку била је метафора за пут сунца по небу. Египатским амајлијама које су представљале светог скарабеја се трговало по целом Средоземљу.